# Тахир уд-Дін
Тахир уд-Дін (д/н — бл. 1748) — 13-й султан Магінданао в 1736—1748 роках.

## Життєпис
Син султана Баян ал-Анвара. Отримав ім'я Малінуг та титул дату. Про його молоді роки обмаль відомостей. У березні 1733 року зіграв вирішальну роль у нападі на свого стрийка — співсултана Мухаммад Джафар Садіка, який зазнав поразки і загинув. Втім боротьбу продовжив син останнього — Факір Мавлані Хамза.
1736 року батько зрікся на користь Малінуга, який прийняв ім'я Тахир уд-Дін. Вів запеклу війну з Хамзою, якого підтримали іспанці. В свою чергу султан отримав допомогу з боку Голландської Ост-Індської компанії.
Ситуацію змінив виступив Іскандара Зулкарнайна Сайфуддіна, султана Тернате, близько 1745 року на боці ворогів Тахир уд-Діна. Він відступив до кордонів князівства Буаян, де панували родичі його матері.
Помер близько 1748 року під час однієї з військових кампаній. Втім на момент смерті фактично не контролював значні володіння. Владу в султанаті повністю перебрав Хамза, що прийняв ім'я Мухаммад Хайр уд-Дін.